# USL Pro 2014
Navigation
Édition précédente Édition suivante
La USL Pro 2014 est la 4e saison de la USL Pro, le championnat professionnel de soccer d'Amérique du Nord de troisième division. Elle est composée de quatorze équipes, toutes implantées aux États-Unis.

## Contexte
Après la saison 2013, le Barracuda d'Antigua et le VSI Tampa Bay FC sont dissouts et sont remplacés par le Republic FC de Sacramento et l'Energy FC d'Oklahoma City. Le 29 janvier 2014, le Galaxy de Los Angeles qui évolue en Major League Soccer annonce la création d'une équipe réserve qui évoluera en USL Pro à compter de la saison 2014. Cette nouvelle association entre les deux ligues est inaugurée en 2014 et se développe par la suite au fil des années.
Les Blues de Los Angeles changent leur nom en Orange County Blues FC le 5 février suivant. Peu après, le 13 mars, le Arizona United SC remplace le Phoenix FC qui cesse ses activités.
Dans le même temps, le Orlando City SC dispute sa dernière saison en USL Pro avant de rejoindre la MLS en 2015.

## Les quatorze franchises participantes

### Carte
| Charleston Richmond Charlotte Orlando Dayton Wilmington Islanders Pittsburgh Rochester Blues Galaxy II Oklahoma City Arizona Sacramento |

### Entraîneurs et capitaines
| Équipe                       | Entraîneur         | Capitaine       | Franchise MLS affiliée ou partenaire           |
| ---------------------------- | ------------------ | --------------- | ---------------------------------------------- |
| Arizona United SC            | Michael Dellorusso | Matt Kassel     |                                                |
| Battery de Charleston        | Michael Anhaeuser  | Colin Falvey    | Whitecaps de Vancouver                         |
| Eagles de Charlotte          | Mark Steffens      | Eric Reed       |                                                |
| Dutch Lions de Dayton        | Matt Weston        | Joel DeLass     | Crew de Columbus                               |
| City Islanders de Harrisburg | Biller Becher      | Jason Pelletier | Union de Philadelphie                          |
| Galaxy II de Los Angeles     | Curt Onalfo        | Jack McBean     | Galaxy de Los Angeles                          |
| Energy d'Oklahoma City       | Jimmy Nielsen      | Michael Thomas  | Sporting de Kansas City                        |
| Blues d'Orange County        | Dariush Yazdani    | Allan Russell   |                                                |
| Orlando City SC              | Adrian Heath       | Rob Valentino   | Sporting de Kansas City                        |
| Riverhounds de Pittsburgh    | Nikola Katic       | Collins John    | Dynamo de Houston                              |
| Kickers de Richmond          | Leigh Cowlishaw    | Henry Kalungi   | D.C. United                                    |
| Rhinos de Rochester          | Bob Lilley         | Troy Roberts    | Revolution de la Nouvelle-Angleterre           |
| Republic de Sacramento       | Preki              | Rodrigo López   | Timbers de Portland et Earthquakes de San José |
| Hammerheads de Wilmington    | Carson Porter      | Tom Parratt     | Toronto FC                                     |

- Partenariat
- Équipe réserve

## Format de la compétition
Toutes les équipes disputent vingt-huit rencontres. Vingt-six contre les autres équipes de la ligue sur un format aller-retour. Deux autres rencontres sont prévues contre des équipes réserves de franchises de Major League Soccer qui ne sont pas affiliées à des équipes de USL Pro.
Les huit meilleures équipes sont qualifiées pour les séries. À chaque tour, c'est l'équipe la mieux classée en saison régulière qui accueille son adversaire.
En cas d'égalité, les critères suivants départagent les équipes :
1. Résultats en face à face
2. Nombre de victoires
3. Différence de buts générale
4. Nombre de buts marqués
5. Classement du fair-play
6. Nombre de buts marqués à l'extérieur
7. Différence de buts à l'extérieur
8. Nombre de buts marqués à domicile
9. Différence de buts à domicile
10. Tirage à la pièce

## Saison régulière

### Classement
| Rang | Équipe                       | Pts | J  | G  | N  | P  | Bp | Bc | Diff |
| ---- | ---------------------------- | --- | -- | -- | -- | -- | -- | -- | ---- |
| 1    | Orlando City SC T            | 62  | 28 | 19 | 5  | 4  | 56 | 24 | +32  |
| 2    | Republic de Sacramento N     | 55  | 28 | 17 | 4  | 7  | 49 | 28 | +21  |
| 3    | Galaxy II de Los Angeles N   | 51  | 28 | 15 | 6  | 7  | 54 | 38 | +16  |
| 4    | Kickers de Richmond          | 51  | 28 | 13 | 12 | 3  | 53 | 28 | +25  |
| 5    | Battery de Charleston        | 41  | 28 | 11 | 8  | 9  | 36 | 31 | +5   |
| 6    | Rhinos de Rochester          | 38  | 28 | 10 | 8  | 10 | 29 | 25 | +4   |
| 7    | Hammerheads de Wilmington    | 38  | 28 | 9  | 11 | 8  | 35 | 33 | +2   |
| 8    | City Islanders de Harrisburg | 37  | 28 | 10 | 7  | 11 | 45 | 46 | -1   |
| 9    | Arizona United SC N -2       | 33  | 28 | 10 | 5  | 13 | 32 | 47 | -15  |
| 10   | Energy d'Oklahoma City N     | 32  | 28 | 9  | 5  | 14 | 32 | 37 | -5   |
| 11   | Riverhounds de Pittsburgh    | 32  | 28 | 9  | 5  | 14 | 35 | 49 | -14  |
| 12   | Eagles de Charlotte          | 31  | 28 | 9  | 4  | 15 | 33 | 40 | -7   |
| 13   | Blues d'Orange County        | 28  | 28 | 9  | 1  | 18 | 31 | 54 | -23  |
| 14   | Dutch Lions de Dayton        | 22  | 28 | 6  | 4  | 18 | 28 | 63 | -35  |

Qualification en séries éliminatoires
- Champion de la saison régulière et qualification pour les séries éliminatoires
- Franchise qualifiée pour les séries éliminatoires

Abréviations
- T : Tenant du titre
- N : Nouvelle franchise en 2014

### Résultats
| Abréviations et légendes des couleurs : Arizona United SC – AZU • Battery de Charleston – CHB • Eagles de Charlotte – CHE • Dutch Lions de Dayton – DDL • Harrisburg City Islanders – HAR LA Galaxy II – LAG • Energy FC d'Oklahoma City – OKC • Orange County Blues FC – OCB • Orlando City – ORL • Riverhounds de Pittsburgh – PIT Kickers de Richmond – RIC • Rhinos de Rochester – ROC • Republic FC de Sacramento – SAC • Hammerheads de Wilmington – WIL Équipes réserves de MLS : Fire de Chicago – CHI • Chivas USA – CHV • Rapids du Colorado – COR • FC Dallas – DAL • Impact de Montréal – MTL • Red Bulls de New York – NYR • Real Salt Lake – RSL • Sounders FC de Seattle – SEA Domicile * Extérieur * Victoire * Défaite * Égalité | Abréviations et légendes des couleurs : Arizona United SC – AZU • Battery de Charleston – CHB • Eagles de Charlotte – CHE • Dutch Lions de Dayton – DDL • Harrisburg City Islanders – HAR LA Galaxy II – LAG • Energy FC d'Oklahoma City – OKC • Orange County Blues FC – OCB • Orlando City – ORL • Riverhounds de Pittsburgh – PIT Kickers de Richmond – RIC • Rhinos de Rochester – ROC • Republic FC de Sacramento – SAC • Hammerheads de Wilmington – WIL Équipes réserves de MLS : Fire de Chicago – CHI • Chivas USA – CHV • Rapids du Colorado – COR • FC Dallas – DAL • Impact de Montréal – MTL • Red Bulls de New York – NYR • Real Salt Lake – RSL • Sounders FC de Seattle – SEA Domicile * Extérieur * Victoire * Défaite * Égalité | Abréviations et légendes des couleurs : Arizona United SC – AZU • Battery de Charleston – CHB • Eagles de Charlotte – CHE • Dutch Lions de Dayton – DDL • Harrisburg City Islanders – HAR LA Galaxy II – LAG • Energy FC d'Oklahoma City – OKC • Orange County Blues FC – OCB • Orlando City – ORL • Riverhounds de Pittsburgh – PIT Kickers de Richmond – RIC • Rhinos de Rochester – ROC • Republic FC de Sacramento – SAC • Hammerheads de Wilmington – WIL Équipes réserves de MLS : Fire de Chicago – CHI • Chivas USA – CHV • Rapids du Colorado – COR • FC Dallas – DAL • Impact de Montréal – MTL • Red Bulls de New York – NYR • Real Salt Lake – RSL • Sounders FC de Seattle – SEA Domicile * Extérieur * Victoire * Défaite * Égalité | Abréviations et légendes des couleurs : Arizona United SC – AZU • Battery de Charleston – CHB • Eagles de Charlotte – CHE • Dutch Lions de Dayton – DDL • Harrisburg City Islanders – HAR LA Galaxy II – LAG • Energy FC d'Oklahoma City – OKC • Orange County Blues FC – OCB • Orlando City – ORL • Riverhounds de Pittsburgh – PIT Kickers de Richmond – RIC • Rhinos de Rochester – ROC • Republic FC de Sacramento – SAC • Hammerheads de Wilmington – WIL Équipes réserves de MLS : Fire de Chicago – CHI • Chivas USA – CHV • Rapids du Colorado – COR • FC Dallas – DAL • Impact de Montréal – MTL • Red Bulls de New York – NYR • Real Salt Lake – RSL • Sounders FC de Seattle – SEA Domicile * Extérieur * Victoire * Défaite * Égalité | Abréviations et légendes des couleurs : Arizona United SC – AZU • Battery de Charleston – CHB • Eagles de Charlotte – CHE • Dutch Lions de Dayton – DDL • Harrisburg City Islanders – HAR LA Galaxy II – LAG • Energy FC d'Oklahoma City – OKC • Orange County Blues FC – OCB • Orlando City – ORL • Riverhounds de Pittsburgh – PIT Kickers de Richmond – RIC • Rhinos de Rochester – ROC • Republic FC de Sacramento – SAC • Hammerheads de Wilmington – WIL Équipes réserves de MLS : Fire de Chicago – CHI • Chivas USA – CHV • Rapids du Colorado – COR • FC Dallas – DAL • Impact de Montréal – MTL • Red Bulls de New York – NYR • Real Salt Lake – RSL • Sounders FC de Seattle – SEA Domicile * Extérieur * Victoire * Défaite * Égalité | Abréviations et légendes des couleurs : Arizona United SC – AZU • Battery de Charleston – CHB • Eagles de Charlotte – CHE • Dutch Lions de Dayton – DDL • Harrisburg City Islanders – HAR LA Galaxy II – LAG • Energy FC d'Oklahoma City – OKC • Orange County Blues FC – OCB • Orlando City – ORL • Riverhounds de Pittsburgh – PIT Kickers de Richmond – RIC • Rhinos de Rochester – ROC • Republic FC de Sacramento – SAC • Hammerheads de Wilmington – WIL Équipes réserves de MLS : Fire de Chicago – CHI • Chivas USA – CHV • Rapids du Colorado – COR • FC Dallas – DAL • Impact de Montréal – MTL • Red Bulls de New York – NYR • Real Salt Lake – RSL • Sounders FC de Seattle – SEA Domicile * Extérieur * Victoire * Défaite * Égalité | Abréviations et légendes des couleurs : Arizona United SC – AZU • Battery de Charleston – CHB • Eagles de Charlotte – CHE • Dutch Lions de Dayton – DDL • Harrisburg City Islanders – HAR LA Galaxy II – LAG • Energy FC d'Oklahoma City – OKC • Orange County Blues FC – OCB • Orlando City – ORL • Riverhounds de Pittsburgh – PIT Kickers de Richmond – RIC • Rhinos de Rochester – ROC • Republic FC de Sacramento – SAC • Hammerheads de Wilmington – WIL Équipes réserves de MLS : Fire de Chicago – CHI • Chivas USA – CHV • Rapids du Colorado – COR • FC Dallas – DAL • Impact de Montréal – MTL • Red Bulls de New York – NYR • Real Salt Lake – RSL • Sounders FC de Seattle – SEA Domicile * Extérieur * Victoire * Défaite * Égalité | Abréviations et légendes des couleurs : Arizona United SC – AZU • Battery de Charleston – CHB • Eagles de Charlotte – CHE • Dutch Lions de Dayton – DDL • Harrisburg City Islanders – HAR LA Galaxy II – LAG • Energy FC d'Oklahoma City – OKC • Orange County Blues FC – OCB • Orlando City – ORL • Riverhounds de Pittsburgh – PIT Kickers de Richmond – RIC • Rhinos de Rochester – ROC • Republic FC de Sacramento – SAC • Hammerheads de Wilmington – WIL Équipes réserves de MLS : Fire de Chicago – CHI • Chivas USA – CHV • Rapids du Colorado – COR • FC Dallas – DAL • Impact de Montréal – MTL • Red Bulls de New York – NYR • Real Salt Lake – RSL • Sounders FC de Seattle – SEA Domicile * Extérieur * Victoire * Défaite * Égalité | Abréviations et légendes des couleurs : Arizona United SC – AZU • Battery de Charleston – CHB • Eagles de Charlotte – CHE • Dutch Lions de Dayton – DDL • Harrisburg City Islanders – HAR LA Galaxy II – LAG • Energy FC d'Oklahoma City – OKC • Orange County Blues FC – OCB • Orlando City – ORL • Riverhounds de Pittsburgh – PIT Kickers de Richmond – RIC • Rhinos de Rochester – ROC • Republic FC de Sacramento – SAC • Hammerheads de Wilmington – WIL Équipes réserves de MLS : Fire de Chicago – CHI • Chivas USA – CHV • Rapids du Colorado – COR • FC Dallas – DAL • Impact de Montréal – MTL • Red Bulls de New York – NYR • Real Salt Lake – RSL • Sounders FC de Seattle – SEA Domicile * Extérieur * Victoire * Défaite * Égalité | Abréviations et légendes des couleurs : Arizona United SC – AZU • Battery de Charleston – CHB • Eagles de Charlotte – CHE • Dutch Lions de Dayton – DDL • Harrisburg City Islanders – HAR LA Galaxy II – LAG • Energy FC d'Oklahoma City – OKC • Orange County Blues FC – OCB • Orlando City – ORL • Riverhounds de Pittsburgh – PIT Kickers de Richmond – RIC • Rhinos de Rochester – ROC • Republic FC de Sacramento – SAC • Hammerheads de Wilmington – WIL Équipes réserves de MLS : Fire de Chicago – CHI • Chivas USA – CHV • Rapids du Colorado – COR • FC Dallas – DAL • Impact de Montréal – MTL • Red Bulls de New York – NYR • Real Salt Lake – RSL • Sounders FC de Seattle – SEA Domicile * Extérieur * Victoire * Défaite * Égalité | Abréviations et légendes des couleurs : Arizona United SC – AZU • Battery de Charleston – CHB • Eagles de Charlotte – CHE • Dutch Lions de Dayton – DDL • Harrisburg City Islanders – HAR LA Galaxy II – LAG • Energy FC d'Oklahoma City – OKC • Orange County Blues FC – OCB • Orlando City – ORL • Riverhounds de Pittsburgh – PIT Kickers de Richmond – RIC • Rhinos de Rochester – ROC • Republic FC de Sacramento – SAC • Hammerheads de Wilmington – WIL Équipes réserves de MLS : Fire de Chicago – CHI • Chivas USA – CHV • Rapids du Colorado – COR • FC Dallas – DAL • Impact de Montréal – MTL • Red Bulls de New York – NYR • Real Salt Lake – RSL • Sounders FC de Seattle – SEA Domicile * Extérieur * Victoire * Défaite * Égalité | Abréviations et légendes des couleurs : Arizona United SC – AZU • Battery de Charleston – CHB • Eagles de Charlotte – CHE • Dutch Lions de Dayton – DDL • Harrisburg City Islanders – HAR LA Galaxy II – LAG • Energy FC d'Oklahoma City – OKC • Orange County Blues FC – OCB • Orlando City – ORL • Riverhounds de Pittsburgh – PIT Kickers de Richmond – RIC • Rhinos de Rochester – ROC • Republic FC de Sacramento – SAC • Hammerheads de Wilmington – WIL Équipes réserves de MLS : Fire de Chicago – CHI • Chivas USA – CHV • Rapids du Colorado – COR • FC Dallas – DAL • Impact de Montréal – MTL • Red Bulls de New York – NYR • Real Salt Lake – RSL • Sounders FC de Seattle – SEA Domicile * Extérieur * Victoire * Défaite * Égalité | Abréviations et légendes des couleurs : Arizona United SC – AZU • Battery de Charleston – CHB • Eagles de Charlotte – CHE • Dutch Lions de Dayton – DDL • Harrisburg City Islanders – HAR LA Galaxy II – LAG • Energy FC d'Oklahoma City – OKC • Orange County Blues FC – OCB • Orlando City – ORL • Riverhounds de Pittsburgh – PIT Kickers de Richmond – RIC • Rhinos de Rochester – ROC • Republic FC de Sacramento – SAC • Hammerheads de Wilmington – WIL Équipes réserves de MLS : Fire de Chicago – CHI • Chivas USA – CHV • Rapids du Colorado – COR • FC Dallas – DAL • Impact de Montréal – MTL • Red Bulls de New York – NYR • Real Salt Lake – RSL • Sounders FC de Seattle – SEA Domicile * Extérieur * Victoire * Défaite * Égalité | Abréviations et légendes des couleurs : Arizona United SC – AZU • Battery de Charleston – CHB • Eagles de Charlotte – CHE • Dutch Lions de Dayton – DDL • Harrisburg City Islanders – HAR LA Galaxy II – LAG • Energy FC d'Oklahoma City – OKC • Orange County Blues FC – OCB • Orlando City – ORL • Riverhounds de Pittsburgh – PIT Kickers de Richmond – RIC • Rhinos de Rochester – ROC • Republic FC de Sacramento – SAC • Hammerheads de Wilmington – WIL Équipes réserves de MLS : Fire de Chicago – CHI • Chivas USA – CHV • Rapids du Colorado – COR • FC Dallas – DAL • Impact de Montréal – MTL • Red Bulls de New York – NYR • Real Salt Lake – RSL • Sounders FC de Seattle – SEA Domicile * Extérieur * Victoire * Défaite * Égalité | Abréviations et légendes des couleurs : Arizona United SC – AZU • Battery de Charleston – CHB • Eagles de Charlotte – CHE • Dutch Lions de Dayton – DDL • Harrisburg City Islanders – HAR LA Galaxy II – LAG • Energy FC d'Oklahoma City – OKC • Orange County Blues FC – OCB • Orlando City – ORL • Riverhounds de Pittsburgh – PIT Kickers de Richmond – RIC • Rhinos de Rochester – ROC • Republic FC de Sacramento – SAC • Hammerheads de Wilmington – WIL Équipes réserves de MLS : Fire de Chicago – CHI • Chivas USA – CHV • Rapids du Colorado – COR • FC Dallas – DAL • Impact de Montréal – MTL • Red Bulls de New York – NYR • Real Salt Lake – RSL • Sounders FC de Seattle – SEA Domicile * Extérieur * Victoire * Défaite * Égalité | Abréviations et légendes des couleurs : Arizona United SC – AZU • Battery de Charleston – CHB • Eagles de Charlotte – CHE • Dutch Lions de Dayton – DDL • Harrisburg City Islanders – HAR LA Galaxy II – LAG • Energy FC d'Oklahoma City – OKC • Orange County Blues FC – OCB • Orlando City – ORL • Riverhounds de Pittsburgh – PIT Kickers de Richmond – RIC • Rhinos de Rochester – ROC • Republic FC de Sacramento – SAC • Hammerheads de Wilmington – WIL Équipes réserves de MLS : Fire de Chicago – CHI • Chivas USA – CHV • Rapids du Colorado – COR • FC Dallas – DAL • Impact de Montréal – MTL • Red Bulls de New York – NYR • Real Salt Lake – RSL • Sounders FC de Seattle – SEA Domicile * Extérieur * Victoire * Défaite * Égalité | Abréviations et légendes des couleurs : Arizona United SC – AZU • Battery de Charleston – CHB • Eagles de Charlotte – CHE • Dutch Lions de Dayton – DDL • Harrisburg City Islanders – HAR LA Galaxy II – LAG • Energy FC d'Oklahoma City – OKC • Orange County Blues FC – OCB • Orlando City – ORL • Riverhounds de Pittsburgh – PIT Kickers de Richmond – RIC • Rhinos de Rochester – ROC • Republic FC de Sacramento – SAC • Hammerheads de Wilmington – WIL Équipes réserves de MLS : Fire de Chicago – CHI • Chivas USA – CHV • Rapids du Colorado – COR • FC Dallas – DAL • Impact de Montréal – MTL • Red Bulls de New York – NYR • Real Salt Lake – RSL • Sounders FC de Seattle – SEA Domicile * Extérieur * Victoire * Défaite * Égalité | Abréviations et légendes des couleurs : Arizona United SC – AZU • Battery de Charleston – CHB • Eagles de Charlotte – CHE • Dutch Lions de Dayton – DDL • Harrisburg City Islanders – HAR LA Galaxy II – LAG • Energy FC d'Oklahoma City – OKC • Orange County Blues FC – OCB • Orlando City – ORL • Riverhounds de Pittsburgh – PIT Kickers de Richmond – RIC • Rhinos de Rochester – ROC • Republic FC de Sacramento – SAC • Hammerheads de Wilmington – WIL Équipes réserves de MLS : Fire de Chicago – CHI • Chivas USA – CHV • Rapids du Colorado – COR • FC Dallas – DAL • Impact de Montréal – MTL • Red Bulls de New York – NYR • Real Salt Lake – RSL • Sounders FC de Seattle – SEA Domicile * Extérieur * Victoire * Défaite * Égalité | Abréviations et légendes des couleurs : Arizona United SC – AZU • Battery de Charleston – CHB • Eagles de Charlotte – CHE • Dutch Lions de Dayton – DDL • Harrisburg City Islanders – HAR LA Galaxy II – LAG • Energy FC d'Oklahoma City – OKC • Orange County Blues FC – OCB • Orlando City – ORL • Riverhounds de Pittsburgh – PIT Kickers de Richmond – RIC • Rhinos de Rochester – ROC • Republic FC de Sacramento – SAC • Hammerheads de Wilmington – WIL Équipes réserves de MLS : Fire de Chicago – CHI • Chivas USA – CHV • Rapids du Colorado – COR • FC Dallas – DAL • Impact de Montréal – MTL • Red Bulls de New York – NYR • Real Salt Lake – RSL • Sounders FC de Seattle – SEA Domicile * Extérieur * Victoire * Défaite * Égalité | Abréviations et légendes des couleurs : Arizona United SC – AZU • Battery de Charleston – CHB • Eagles de Charlotte – CHE • Dutch Lions de Dayton – DDL • Harrisburg City Islanders – HAR LA Galaxy II – LAG • Energy FC d'Oklahoma City – OKC • Orange County Blues FC – OCB • Orlando City – ORL • Riverhounds de Pittsburgh – PIT Kickers de Richmond – RIC • Rhinos de Rochester – ROC • Republic FC de Sacramento – SAC • Hammerheads de Wilmington – WIL Équipes réserves de MLS : Fire de Chicago – CHI • Chivas USA – CHV • Rapids du Colorado – COR • FC Dallas – DAL • Impact de Montréal – MTL • Red Bulls de New York – NYR • Real Salt Lake – RSL • Sounders FC de Seattle – SEA Domicile * Extérieur * Victoire * Défaite * Égalité | Abréviations et légendes des couleurs : Arizona United SC – AZU • Battery de Charleston – CHB • Eagles de Charlotte – CHE • Dutch Lions de Dayton – DDL • Harrisburg City Islanders – HAR LA Galaxy II – LAG • Energy FC d'Oklahoma City – OKC • Orange County Blues FC – OCB • Orlando City – ORL • Riverhounds de Pittsburgh – PIT Kickers de Richmond – RIC • Rhinos de Rochester – ROC • Republic FC de Sacramento – SAC • Hammerheads de Wilmington – WIL Équipes réserves de MLS : Fire de Chicago – CHI • Chivas USA – CHV • Rapids du Colorado – COR • FC Dallas – DAL • Impact de Montréal – MTL • Red Bulls de New York – NYR • Real Salt Lake – RSL • Sounders FC de Seattle – SEA Domicile * Extérieur * Victoire * Défaite * Égalité | Abréviations et légendes des couleurs : Arizona United SC – AZU • Battery de Charleston – CHB • Eagles de Charlotte – CHE • Dutch Lions de Dayton – DDL • Harrisburg City Islanders – HAR LA Galaxy II – LAG • Energy FC d'Oklahoma City – OKC • Orange County Blues FC – OCB • Orlando City – ORL • Riverhounds de Pittsburgh – PIT Kickers de Richmond – RIC • Rhinos de Rochester – ROC • Republic FC de Sacramento – SAC • Hammerheads de Wilmington – WIL Équipes réserves de MLS : Fire de Chicago – CHI • Chivas USA – CHV • Rapids du Colorado – COR • FC Dallas – DAL • Impact de Montréal – MTL • Red Bulls de New York – NYR • Real Salt Lake – RSL • Sounders FC de Seattle – SEA Domicile * Extérieur * Victoire * Défaite * Égalité | Abréviations et légendes des couleurs : Arizona United SC – AZU • Battery de Charleston – CHB • Eagles de Charlotte – CHE • Dutch Lions de Dayton – DDL • Harrisburg City Islanders – HAR LA Galaxy II – LAG • Energy FC d'Oklahoma City – OKC • Orange County Blues FC – OCB • Orlando City – ORL • Riverhounds de Pittsburgh – PIT Kickers de Richmond – RIC • Rhinos de Rochester – ROC • Republic FC de Sacramento – SAC • Hammerheads de Wilmington – WIL Équipes réserves de MLS : Fire de Chicago – CHI • Chivas USA – CHV • Rapids du Colorado – COR • FC Dallas – DAL • Impact de Montréal – MTL • Red Bulls de New York – NYR • Real Salt Lake – RSL • Sounders FC de Seattle – SEA Domicile * Extérieur * Victoire * Défaite * Égalité | Abréviations et légendes des couleurs : Arizona United SC – AZU • Battery de Charleston – CHB • Eagles de Charlotte – CHE • Dutch Lions de Dayton – DDL • Harrisburg City Islanders – HAR LA Galaxy II – LAG • Energy FC d'Oklahoma City – OKC • Orange County Blues FC – OCB • Orlando City – ORL • Riverhounds de Pittsburgh – PIT Kickers de Richmond – RIC • Rhinos de Rochester – ROC • Republic FC de Sacramento – SAC • Hammerheads de Wilmington – WIL Équipes réserves de MLS : Fire de Chicago – CHI • Chivas USA – CHV • Rapids du Colorado – COR • FC Dallas – DAL • Impact de Montréal – MTL • Red Bulls de New York – NYR • Real Salt Lake – RSL • Sounders FC de Seattle – SEA Domicile * Extérieur * Victoire * Défaite * Égalité | Abréviations et légendes des couleurs : Arizona United SC – AZU • Battery de Charleston – CHB • Eagles de Charlotte – CHE • Dutch Lions de Dayton – DDL • Harrisburg City Islanders – HAR LA Galaxy II – LAG • Energy FC d'Oklahoma City – OKC • Orange County Blues FC – OCB • Orlando City – ORL • Riverhounds de Pittsburgh – PIT Kickers de Richmond – RIC • Rhinos de Rochester – ROC • Republic FC de Sacramento – SAC • Hammerheads de Wilmington – WIL Équipes réserves de MLS : Fire de Chicago – CHI • Chivas USA – CHV • Rapids du Colorado – COR • FC Dallas – DAL • Impact de Montréal – MTL • Red Bulls de New York – NYR • Real Salt Lake – RSL • Sounders FC de Seattle – SEA Domicile * Extérieur * Victoire * Défaite * Égalité | Abréviations et légendes des couleurs : Arizona United SC – AZU • Battery de Charleston – CHB • Eagles de Charlotte – CHE • Dutch Lions de Dayton – DDL • Harrisburg City Islanders – HAR LA Galaxy II – LAG • Energy FC d'Oklahoma City – OKC • Orange County Blues FC – OCB • Orlando City – ORL • Riverhounds de Pittsburgh – PIT Kickers de Richmond – RIC • Rhinos de Rochester – ROC • Republic FC de Sacramento – SAC • Hammerheads de Wilmington – WIL Équipes réserves de MLS : Fire de Chicago – CHI • Chivas USA – CHV • Rapids du Colorado – COR • FC Dallas – DAL • Impact de Montréal – MTL • Red Bulls de New York – NYR • Real Salt Lake – RSL • Sounders FC de Seattle – SEA Domicile * Extérieur * Victoire * Défaite * Égalité | Abréviations et légendes des couleurs : Arizona United SC – AZU • Battery de Charleston – CHB • Eagles de Charlotte – CHE • Dutch Lions de Dayton – DDL • Harrisburg City Islanders – HAR LA Galaxy II – LAG • Energy FC d'Oklahoma City – OKC • Orange County Blues FC – OCB • Orlando City – ORL • Riverhounds de Pittsburgh – PIT Kickers de Richmond – RIC • Rhinos de Rochester – ROC • Republic FC de Sacramento – SAC • Hammerheads de Wilmington – WIL Équipes réserves de MLS : Fire de Chicago – CHI • Chivas USA – CHV • Rapids du Colorado – COR • FC Dallas – DAL • Impact de Montréal – MTL • Red Bulls de New York – NYR • Real Salt Lake – RSL • Sounders FC de Seattle – SEA Domicile * Extérieur * Victoire * Défaite * Égalité | Abréviations et légendes des couleurs : Arizona United SC – AZU • Battery de Charleston – CHB • Eagles de Charlotte – CHE • Dutch Lions de Dayton – DDL • Harrisburg City Islanders – HAR LA Galaxy II – LAG • Energy FC d'Oklahoma City – OKC • Orange County Blues FC – OCB • Orlando City – ORL • Riverhounds de Pittsburgh – PIT Kickers de Richmond – RIC • Rhinos de Rochester – ROC • Republic FC de Sacramento – SAC • Hammerheads de Wilmington – WIL Équipes réserves de MLS : Fire de Chicago – CHI • Chivas USA – CHV • Rapids du Colorado – COR • FC Dallas – DAL • Impact de Montréal – MTL • Red Bulls de New York – NYR • Real Salt Lake – RSL • Sounders FC de Seattle – SEA Domicile * Extérieur * Victoire * Défaite * Égalité | Abréviations et légendes des couleurs : Arizona United SC – AZU • Battery de Charleston – CHB • Eagles de Charlotte – CHE • Dutch Lions de Dayton – DDL • Harrisburg City Islanders – HAR LA Galaxy II – LAG • Energy FC d'Oklahoma City – OKC • Orange County Blues FC – OCB • Orlando City – ORL • Riverhounds de Pittsburgh – PIT Kickers de Richmond – RIC • Rhinos de Rochester – ROC • Republic FC de Sacramento – SAC • Hammerheads de Wilmington – WIL Équipes réserves de MLS : Fire de Chicago – CHI • Chivas USA – CHV • Rapids du Colorado – COR • FC Dallas – DAL • Impact de Montréal – MTL • Red Bulls de New York – NYR • Real Salt Lake – RSL • Sounders FC de Seattle – SEA Domicile * Extérieur * Victoire * Défaite * Égalité | Abréviations et légendes des couleurs : Arizona United SC – AZU • Battery de Charleston – CHB • Eagles de Charlotte – CHE • Dutch Lions de Dayton – DDL • Harrisburg City Islanders – HAR LA Galaxy II – LAG • Energy FC d'Oklahoma City – OKC • Orange County Blues FC – OCB • Orlando City – ORL • Riverhounds de Pittsburgh – PIT Kickers de Richmond – RIC • Rhinos de Rochester – ROC • Republic FC de Sacramento – SAC • Hammerheads de Wilmington – WIL Équipes réserves de MLS : Fire de Chicago – CHI • Chivas USA – CHV • Rapids du Colorado – COR • FC Dallas – DAL • Impact de Montréal – MTL • Red Bulls de New York – NYR • Real Salt Lake – RSL • Sounders FC de Seattle – SEA Domicile * Extérieur * Victoire * Défaite * Égalité |
| Équipe | Rencontre | Rencontre | Rencontre | Rencontre | Rencontre | Rencontre | Rencontre | Rencontre | Rencontre | Rencontre | Rencontre | Rencontre | Rencontre | Rencontre | Rencontre | Rencontre | Rencontre | Rencontre | Rencontre | Rencontre | Rencontre | Rencontre | Rencontre | Rencontre | Rencontre | Rencontre | Rencontre | Rencontre | |
| Équipe | 1 | 2 | 3 | 4 | 5 | 6 | 7 | 8 | 9 | 10 | 11 | 12 | 13 | 14 | 15 | 16 | 17 | 18 | 19 | 20 | 21 | 22 | 23 | 24 | 25 | 26 | 27 | 28 | |
| --- | --- | --- | --- | --- | --- | --- | --- | --- | --- | --- | --- | --- | --- | --- | --- | --- | --- | --- | --- | --- | --- | --- | --- | --- | --- | --- | --- | --- | --- |
| Arizona United SC | OKC | SAC | LAG | CHE | RIC | HAR | ORL | CHV | OCB | SAC | DDL | ROC | LAG | SAC | OCB | LAG | OCB | OKC | OCB | WIL | CHB | SAC | LAG | OKC | PIT | OKC | SEA | PIT | |
| Arizona United SC | 0–4 | 2–1 | 1–1 | 2–1 | 0–4 | 1–0 | 0–1 | 0–4 | 0–2 | 1–1 | 1–2 | 1–0 | 1–1 | 0–1 | 2–3 | 2–4 | 2–1 | 1–1 | 3–0 | 0–0 | 0–2 | 1–2 | 2–3 | 2–1 | 3–1 | 1–0 | 1–5 | 2–1 | |
| Battery de Charleston | ORL | RIC | ORL | NYR | PIT | ROC | HAR | DDL | WIL | WIL | PIT | ORL | LAG | CHE | HAR | CHE | RIC | RIC | AZU | MTL | ROC | DDL | OCB | ROC | OKC | SAC | PIT | HAR | |
| Battery de Charleston | 1–1 | 2–2 | 0–1 | 1–1 | 0–0 | 0–1 | 4–0 | 2–0 | 0–1 | 0–1 | 1–0 | 0–2 | 3–0 | 1–3 | 1–4 | 0–0 | 0–4 | 1–1 | 2–0 | 1–0 | 0–0 | 2–2 | 3–2 | 2–1 | 2–0 | 1–3 | 4–0 | 2–1 | |
| Eagles de Charlotte | DDL | RIC | CHI | WIL | AZU | LAG | OCB | ORL | RIC | WIL | OKC | OCB | CHB | HAR | ROC | DDL | CHB | SAC | PIT | DDL | WIL | ORL | RIC | ROC | ORL | PIT | MTL | HAR | |
| Eagles de Charlotte | 0–1 | 2–1 | 2–3 | 2–0 | 1–2 | 1–2 | 2–0 | 1–3 | 0–2 | 1–2 | 1–1 | 0–1 | 3–1 | 1–1 | 1–0 | 1–3 | 0–0 | 0–1 | 0–2 | 2–1 | 2–0 | 1–4 | 1–2 | 3–1 | 2–0 | 0–1 | 1–1 | 2–4 | |
| Dutch Lions de Dayton | NYR | CHE | ROC | HAR | RIC | CHB | LAG | HAR | SAC | ROC | OCB | LAG | AZU | ROC | ORL | PIT | PIT | CHE | HAR | CHE | OKC | HAR | CHB | WIL | RIC | COR | ORL | WIL | |
| Dutch Lions de Dayton | 0–3 | 1–0 | 1–1 | 1–0 | 1–5 | 0–2 | 1–1 | 3–5 | 1–2 | 0–1 | 3–4 | 1–5 | 2–1 | 0–2 | 0–2 | 1–0 | 1–2 | 3–1 | 1–3 | 1–2 | 0–3 | 0–1 | 2–2 | 2–1 | 1–1 | 1–2 | 0–7 | 0–4 | |
| Harrisburg City Islanders | WIL | DDL | OCB | SAC | CHB | AZU | DDL | RIC | PIT | RIC | PIT | PIT | MTL | CHE | CHB | DDL | WIL | OKC | RIC | LAG | DDL | NYR | ORL | ORL | ROC | ROC | CHB | CHE | |
| Harrisburg City Islanders | 0–0 | 0–1 | 1–4 | 2–1 | 0–4 | 0–1 | 5–3 | 2–3 | 1–1 | 0–1 | 3–1 | 0–0 | 0–1 | 1–1 | 4–1 | 3–1 | 0–0 | 3–3 | 1–2 | 3–1 | 1–0 | 3–1 | 3–2 | 1–3 | 2–2 | 1–4 | 1–2 | 4–2 | |
| LA Galaxy II | OCB | SAC | OKC | SAC | OCB | AZU | OCB | CHE | DDL | SAC | OKC | SEA | DDL | ROC | CHB | AZU | ORL | AZU | OKC | OCB | HAR | PIT | AZU | OKC | WIL | RSL | RIC | SAC | |
| LA Galaxy II | 3–1 | 1–1 | 4–2 | 0–3 | 3–1 | 1–1 | 3–0 | 2–1 | 1–1 | 1–2 | 5–0 | 1–0 | 5–1 | 1–2 | 0–3 | 1–1 | 0–3 | 4–2 | 1–0 | 4–0 | 1–3 | 1–3 | 3–2 | 1–0 | 3–3 | 1–0 | 1–1 | 2–1 | |
| Energy FC d'Oklahoma City | OCB | LAG | AZU | DAL | ORL | ORL | OCB | RIC | LAG | NYR | WIL | CHE | SAC | ROC | SAC | PIT | AZU | LAG | HAR | DDL | OCB | SAC | AZU | LAG | AZU | CHB | SAC | OCB | |
| Energy FC d'Oklahoma City | 2–0 | 2–4 | 4–0 | 0–1 | 1–2 | 1–3 | 0–1 | 1–4 | 0–5 | 1–0 | 2–2 | 1–1 | 2–0 | 0–0 | 2–0 | 2–0 | 1–1 | 0–1 | 3–3 | 3–0 | 1–0 | 1–2 | 1–2 | 0–1 | 0–1 | 0–2 | 0–1 | 1–0 | |
| Orange County Blues FC | LAG | OKC | SAC | LAG | HAR | LAG | SAC | CHE | OKC | SEA | AZU | DDL | ORL | CHE | CHV | AZU | SAC | AZU | AZU | LAG | OKC | PIT | ROC | CHB | SAC | WIL | RIC | OKC | |
| Orange County Blues FC | 1–3 | 0–2 | 2–1 | 1–3 | 4–1 | 0–3 | 1–2 | 0–2 | 1–0 | 0–1 | 2–0 | 4–3 | 1–4 | 1–0 | 2–1 | 3–2 | 1–2 | 1–2 | 0–3 | 0–4 | 0–1 | 0–1 | 1–0 | 2–3 | 1–6 | 1–2 | 1–1 | 0–1 | |
| Orlando City | CHB | PIT | ROC | CHB | DAL | OKC | OKC | PIT | ROC | AZU | CHE | CHB | MTL | OCB | DDL | LAG | WIL | SAC | ROC | CHE | HAR | HAR | CHE | RIC | WIL | DDL | WIL | RIC | |
| Orlando City | 1–1 | 1–1 | 3–1 | 1–0 | 3–2 | 2–1 | 3–1 | 1–0 | 1–1 | 1–0 | 3–1 | 2–0 | 2–1 | 4–1 | 2–0 | 3–0 | 2–0 | 0–0 | 0–1 | 4–1 | 2–3 | 3–1 | 0–2 | 3–2 | 1–3 | 7–0 | 0–0 | 1–0 | |
| Riverhounds de Pittsburgh | ORL | RIC | WIL | RIC | CHB | ORL | ROC | WIL | CHB | HAR | ROC | HAR | HAR | RIC | DDL | DDL | ROC | OKC | CHE | RSL | SAC | LAG | OCB | AZU | DAL | CHE | CHB | AZU | |
| Riverhounds de Pittsburgh | 1–1 | 1–3 | 3–4 | 2–2 | 0–0 | 0–1 | 0–1 | 1–5 | 0–1 | 1–1 | 3–2 | 1–3 | 0–0 | 1–3 | 0–1 | 2–1 | 2–0 | 0–2 | 2–0 | 5–2 | 0–5 | 3–1 | 1–0 | 1–3 | 3–1 | 1–0 | 0–4 | 1–2 | |
| Kickers de Richmond | CHB | PIT | CHE | PIT | DDL | ROC | AZU | OKC | CHI | CHE | ROC | HAR | HAR | WIL | PIT | CHB | RSL | SAC | CHB | CHB | HAR | WIL | CHE | DDL | ORL | OCB | LAG | ORL | |
| Kickers de Richmond | 2–2 | 3–1 | 1–2 | 2–2 | 5–1 | 1–1 | 4–0 | 4–1 | 0–0 | 2–0 | 0–0 | 3–2 | 1–0 | 2–2 | 3–1 | 1–1 | 0–0 | 2–1 | 4–0 | 1–1 | 2–1 | 3–1 | 2–1 | 1–1 | 2–3 | 1–1 | 1–1 | 0–1 | |
| Rhinos de Rochester | ORL | DDL | CHI | CHB | RIC | WIL | ORL | PIT | SAC | RIC | DDL | PIT | LAG | AZU | DDL | OKC | CHE | PIT | DAL | WIL | ORL | CHB | OCB | CHB | CHE | HAR | HAR | WIL | |
| Rhinos de Rochester | 1–3 | 1–1 | 2–0 | 1–0 | 1–1 | 0–0 | 1–1 | 1–0 | 0–1 | 0–0 | 1–0 | 2–3 | 2–1 | 0–1 | 2–0 | 0–0 | 0–1 | 0–2 | 3–0 | 0–1 | 1–0 | 0–0 | 0–1 | 1–2 | 1–3 | 2–2 | 4–1 | 2–0 | |
| Republic FC de Sacramento | LAG | CHV | OCB | LAG | AZU | HAR | OCB | LAG | ROC | DDL | AZU | OKC | COR | AZU | OKC | OCB | RIC | CHE | ORL | PIT | AZU | OKC | OCB | WIL | CHB | WIL | OKC | LAG | |
| Republic FC de Sacramento | 1–1 | 3–1 | 1–2 | 3–0 | 1–2 | 1–2 | 2–1 | 2–1 | 1–0 | 2–1 | 1–1 | 0–2 | 4–3 | 1–0 | 0–2 | 2–1 | 1–2 | 1–0 | 0–0 | 5–0 | 2–1 | 2–1 | 6–1 | 2–0 | 3–1 | 0–0 | 1–0 | 1–2 | |
| Hammerheads de Wilmington | HAR | PIT | CHE | ROC | CHB | CHB | PIT | CHE | OKC | RIC | CHI | RIC | ORL | HAR | ROC | AZU | CHE | RIC | DDL | NYR | SAC | OCB | LAG | ORL | SAC | ORL | DDL | ROC | |
| Hammerheads de Wilmington | 0–0 | 4–3 | 0–2 | 0–0 | 1–0 | 1–0 | 5–1 | 2–1 | 2–2 | 2–2 | 2–2 | 1–1 | 0–2 | 0–0 | 1–0 | 0–0 | 0–2 | 1–3 | 1–2 | 0–1 | 0–2 | 2–1 | 3–3 | 3–1 | 0–0 | 0–0 | 4–0 | 0–2 | |

## Séries éliminatoires

### Règlement
Huit équipes se qualifient pour les séries éliminatoires. Le format des séries est une phase à élimination directe. Pour toutes les rencontres, c'est l'équipe la mieux classée en saison régulière qui accueille son adversaire.
La finale a lieu sur le terrain de la meilleure équipe en phase régulière. Cette finale se déroule en un seul match, avec prolongations et tirs au but pour départager si nécessaire les équipes.

### Résultats

#### Quarts de finale
| 13 septembre 2014 | Kickers de Richmond                        | 2 - 1 a. p. | Battery de Charleston                  | City Stadium, Richmond                         |                                                |
| 19h00 EDT         | Martin 11e · Delicâte 117e · Arbelaez 120e | (1 - 0)     | 64e Kelly · 104e Adjetey · 120e Cuevas | Spectateurs : 2 711 Arbitrage : Charles Carson | Spectateurs : 2 711 Arbitrage : Charles Carson |
| 19h00 EDT         | Rapport                                    |             |                                        | Spectateurs : 2 711 Arbitrage : Charles Carson | Spectateurs : 2 711 Arbitrage : Charles Carson |

| 13 septembre 2014 | Orlando City SC | 0 - 1   | Harrisburg City Islanders    | ESPN Wide World of Sports Complex, Lake Buena Vista |                                                   |
| 19h30 EDT         |                 | (0 - 1) | 40e Hoppenot · 90e Derschang | Spectateurs : 4 855 Arbitrage : Matthew Miscannon   | Spectateurs : 4 855 Arbitrage : Matthew Miscannon |
| 19h30 EDT         | Rapport         |         |                              | Spectateurs : 4 855 Arbitrage : Matthew Miscannon   | Spectateurs : 4 855 Arbitrage : Matthew Miscannon |

| 13 septembre 2014 | Republic FC de Sacramento             | 4 - 1   | Hammerheads de Wilmington | Bonney Field, Sacramento                       |                                                |
| 19h30 PDT         | Vuković 40e 67e · Daly 64e · Jahn 88e | (1 - 0) | 58e (pen.) Ochoa          | Spectateurs : 8 000 Arbitrage : Michael Zapata | Spectateurs : 8 000 Arbitrage : Michael Zapata |
| 19h30 PDT         | Rapport                               |         |                           | Spectateurs : 8 000 Arbitrage : Michael Zapata | Spectateurs : 8 000 Arbitrage : Michael Zapata |

#### Demi-finales
| 20 septembre 2014 | Kickers de Richmond        | 2 - 3   | Harrisburg City Islanders                 | City Stadium, Richmond                     |                                            |
| 19h00 EDT         | Yeisley 32e · Shanosky 79e | (1 - 2) | 27e Langley · 45e Hardware · 76e Di Prima | Spectateurs : 3 734 Arbitrage : Mark Gorak | Spectateurs : 3 734 Arbitrage : Mark Gorak |
| 19h00 EDT         | Rapport                    |         |                                           | Spectateurs : 3 734 Arbitrage : Mark Gorak | Spectateurs : 3 734 Arbitrage : Mark Gorak |

| 20 septembre 2014 | Republic FC de Sacramento       | 3 - 2   | LA Galaxy II | Bonney Field, Sacramento                         |                                                  |
| 19h30 PDT         | López 70e (pen.) 84e (pen.) 90e | (0 - 1) | 26e 44e Rugg | Spectateurs : 8 000 Arbitrage : Baboucarr Jallow | Spectateurs : 8 000 Arbitrage : Baboucarr Jallow |
| 19h30 PDT         | Rapport                         |         |              | Spectateurs : 8 000 Arbitrage : Baboucarr Jallow | Spectateurs : 8 000 Arbitrage : Baboucarr Jallow |

#### Championnat USL Pro 2014
| 27 septembre 2014 | Republic FC de Sacramento               | 2 - 0 | Harrisburg City Islanders | Bonney Field, Sacramento                        |                                                 |
| 19h30 PDT         | Octavio Guzman 36e · Thomas Stewart 90e |       |                           | Spectateurs : 8 000 Arbitrage : Ricardo Salazar | Spectateurs : 8 000 Arbitrage : Ricardo Salazar |
| 19h30 PDT         | Rapport                                 |       |                           | Spectateurs : 8 000 Arbitrage : Ricardo Salazar | Spectateurs : 8 000 Arbitrage : Ricardo Salazar |

| Vainqueur du USL Pro Championship 2014 Republic FC de Sacramento 1er titre |

## Récompenses individuelles
| Trophée                            | Joueur          | Club                      |
| ---------------------------------- | --------------- | ------------------------- |
| Meilleur joueur (saison régulière) | Kevin Molino    | Orlando City SC           |
| Meilleur joueur (finale USL)       | Rodrigo López   | Republic FC de Sacramento |
| Meilleur buteur                    | Kevin Molino    | Orlando City SC           |
| Meilleure recrue                   | John McCarthy   | Rhinos de Rochester       |
| Meilleur défenseur                 | Nemanja Vuković | Republic FC de Sacramento |
| Meilleur gardien                   | John McCarthy   | Rhinos de Rochester       |
| Meilleur entraîneur                | Preki           | Republic FC de Sacramento |

## Statistiques individuelles
| Rang | Joueur           | Club                      | Buts |
| ---- | ---------------- | ------------------------- | ---- |
| 1    | Kevin Molino     | Orlando City SC           | 20   |
| 2    | Matthew Delicâte | Kickers de Richmond       | 14   |
| 3    | Chandler Hoffman | LA Galaxy II              | 13   |
| 4    | Aaron Schoenfeld | Dutch Lions de Dayton     | 12   |
| 5    | Georges Davis IV | Kickers de Richmond       | 11   |
| 5    | Thomas Stewart   | Republic FC de Sacramento | 11   |
| 7    | Jorge Herrera    | Eagles de Charlotte       | 10   |
| 7    | Dane Kelly       | Battery de Charleston     | 10   |
| 7    | Rodrigo López    | Republic FC de Sacramento | 10   |
| 10   | J.C. Banks       | Rhinos de Rochester       | 9    |
| 10   | Kyle Greig       | Energy FC d'Oklahoma City | 9    |

| Rang | Joueur          | Club                      | Passes |
| ---- | --------------- | ------------------------- | ------ |
| 1    | Kevin Molino    | Orlando City SC           | 9      |
| 2    | Rodrigo Lòpez   | Republic FC de Sacramento | 8      |
| 2    | Drew Yates      | Eagles de Charlotte       | 8      |
| 4    | Max Alvarez     | Republic FC de Sacramento | 7      |
| 4    | Matthew Dallman | Riverhounds de Pittsburgh | 7      |
| 4    | Adda Djeziri    | Energy FC d'Oklahoma City | 7      |
| 4    | Raúl Mendiola   | LA Galaxy II              | 7      |
| 8    | Danny Earls     | Riverhounds de Pittsburgh | 6      |
| 8    | Yann Ekra       | Harrisburg City Islanders | 6      |
| 8    | Morgan Langley  | Harrisburg City Islanders | 6      |
| 8    | Jack McBean     | LA Galaxy II              | 6      |
| 8    | Shay Spitz      | Kickers de Richmond       | 6      |